# Berlinia congolensis
Berlinia congolensis är en ärtväxtart som först beskrevs av Baker f., och fick sitt nu gällande namn av Ronald William John Keay. Berlinia congolensis ingår i släktet Berlinia och familjen ärtväxter. Inga underarter finns listade i Catalogue of Life.